# Partit Democràtic (Eslovàquia)
Partit Democràtic (eslovac Demokratická strana) fou un partit polític d'Eslovàquia. Quan va ser fundat a finals de 1989 (Revolució de Vellut), i es considera la continuació del Partit Demòcrata històric.
L'històric Partit Democràtic va sorgir el 1944 durant l'aixecament nacional eslovac com un partit no-comunista (és a dir, la contrapartida del Partit Comunista d'Eslovàquia). A les eleccions legislatives txecoslovaques del 1946, el partit va obtenir el 62% dels vots a Eslovàquia, però fou liquidat el 1947-1948 pels comunistes, que tenien la majoria en el govern central a Praga (els comunistes havien guanyar les eleccions de 1946 a Txèquia). La resta del partit es va transformar en un pseudopartit (vegeu el Front Nacional (Txecoslovàquia)) Partit del Renaixement Eslovac (Strana Slovenskej Obrody) que formava part del Front Nacional
El desembre de 1989, al final de la Revolució de Vellut, es va crear un nou Partit Demòcrata per la transformació del Partit del Renaixement Eslovac. Va obtenir 7 escons de 150 del Consell Nacional Eslovac, i cap al parlament federal de 1990, ni tampoc a les eleccions legislatives eslovaques de 1992. El 1994, el partit fou "recreat" per una fusió de:
- Unió Cívica Democràtica (Občiansko-Demokratická Únia, ODÚ), els restes de l'antic Públic Contra la Violència
- Partit Cívic Democràtic d'Eslovàquia (Občianska Demokratická Strana Slovenska, ODSS)
- Demòcrates 92 (Demokrati 92)
- Moviment per la Comprensió Txeco-Eslovaca (Hnutie česko-slovenského porozumenia, HCSP)
- Lliga Verda (Zelená Liga, ZL)

El nou president del partit va ser P. Hagyari, i el vicepresident va ser Ivan Mikloš, l'actual ministre d'Economia d'Eslovàquia. A les eleccions legislatives eslovaques de 1994 es presentà conjuntament amb el Partit d'Empresaris i Homes de Negocis (Strana Podnikateľov a živnostníkov), però no va obtenir cao escó. Hagyari fou substituït per Ján Langoš, ex ministre de l'interior de Txecoslovàquia, el 1995.
A les eleccions legislatives eslovaques de 1998 va formar part de la Coalició Democràtica Eslovaca (SDK), dins la qual va obtenir alguns escons. Quan la coalició es va dissoldre el 2001, alguns dels membres deixaren el partit. Ivan Mikloš esdevingué president de la nova Unió Democràtica i Cristiana Eslovaca, i František Šebej esdevé el nou cap del partit fins que poc després fou substituït per Ľudovít Kaník.
A les eleccions de 2002 es va prsentar conjuntament amb el Partit Conservador Cívic (OKS), dirigit per Ján Langoš, i la Unió Liberal-Democràtica (LDU) dirigida per Ján Budaj, que van sorgir durant la dissolució de la SDK. Poc abans de les eleccions, però, el partit retirà la seva candidatura i recomanà votar a favor de la Unió Demòcrata i Cristiana Eslovaca (SDKU) de Mikuláš Dzurinda. Això es va deure a un acord amb la SDKU, segons el qual Ľudovít Kaník, el president del Partit Demòcrata, va rebre un lloc en el nou govern de 2002 - el ministeri d'afers socials i família. Després d'un escàndol, però, Kaník va deixar el govern l'octubre de 2005 i es va parlar d'una fusió del Partit Democràtic amb la SDKU.
El congrés extraordinari del partit celebrat el 17 de desembre de 2005 va aprovar que el partit es fusionés amb la SDKU (el nom canviarà a SDKU-DS). La fusió va ser aprovada per un congrés de la SDKU celebrat el 21 de gener de 2006.

## Resultats electorals

### Assemblea Federal
| Any  | Líder      | Vots    | %   | Escons  | Pos. | Govern            |
| ---- | ---------- | ------- | --- | ------- | ---- | ----------------- |
| 1990 | Ján Holčík | 149,310 | 1.4 | 0 / 150 | 13è  | Extraparlamentari |
| 1990 | Ján Holčík | 124,561 | 1.2 | 0 / 150 | 13è  | Extraparlamentari |
| 1992 | Ján Holčík | 122,226 | 1.2 | 0 / 150 | 19è  | Extraparlamentari |
| 1992 | Ján Holčík | 113,176 | 1.2 | 0 / 150 | 19è  | Extraparlamentari |

### Consell Nacional
| Any  | Líder            | Vots                                  | %                                     | Escons   | Pos. | Govern            |
| ---- | ---------------- | ------------------------------------- | ------------------------------------- | -------- | ---- | ----------------- |
| 1990 | Ján Holčík       | 148,567                               | 4.40                                  | 7 / 150  | 6è   | Coalició          |
| 1992 | Ján Holčík       | 102,058                               | 3.91                                  | 0 / 150  | 8è   | Extraparlamentari |
| 1994 | Anton Ďuriš      | 98,555                                | 3.4                                   | 0 / 150  | 8è = | Extraparlamentari |
| 1998 | Mikuláš Dzurinda | Dins la Coalició Democràtica Eslovaca | Dins la Coalició Democràtica Eslovaca | 42 / 150 | 2n   | Coalició          |
| 2002 | Ľudovít Kaník    | Retirat                               | 0.0                                   | 0 / 150  | -    | N/D               |